# Liste der Kulturdenkmale in Lutzhorn
In der Liste der Kulturdenkmale in Lutzhorn sind alle Kulturdenkmale der schleswig-holsteinischen Gemeinde Lutzhorn (Kreis Pinneberg) und ihrer Ortsteile aufgelistet (Stand: 10. März 2025).

## Legende
In den Spalten befinden sich folgende Informationen:
- Objekt-ID: die Nummer des Kulturdenkmales
- Lage: die Adresse des Kulturdenkmales und die geographischen Koordinaten. Kartenansicht, um Koordinaten zu setzen. In der Kartenansicht sind Kulturdenkmale ohne Koordinaten mit einem roten Marker dargestellt und können in der Karte gesetzt werden. Kulturdenkmale ohne Bild sind mit einem blauen Marker gekennzeichnet, Kulturdenkmale mit Bild mit einem grünen Marker.
- Offizielle Bezeichnung: Bezeichnung des Kulturdenkmales
- Beschreibung: die Beschreibung des Kulturdenkmales
- Bild: ein Bild des Kulturdenkmales

## Ehemalige Kulturdenkmale
Bis zum Inkrafttreten der Neufassung des schleswig-holsteinischen Denkmalschutzgesetzes am 30. Januar 2015 waren in der Gemeinde Lutzhorn nachfolgend aufgeführte Objekte als Kulturdenkmale gemäß § 1 des alten Denkmalschutzgesetzes (DSchG SH 1996) geschützt:
| Objekt-ID | Lage                                     | Offizielle Bezeichnung       | Beschreibung | Bild |
| --------- | ---------------------------------------- | ---------------------------- | ------------ | ---- |
|           | Im Dorf 10 (53° 49′ 52″ N, 9° 46′ 51″ O) | Scheune                      |              | BW   |
|           | Im Dorf 13 (53° 49′ 42″ N, 9° 46′ 56″ O) | Wohn- und Wirtschaftsgebäude |              | BW   |